# Mario Garba
Mario Garba (nacido el 13 de febrero de 1977) es un futbolista croata que se desempeña como centrocampista.
Jugó para clubes como el NK TŠK Topolovac, HNK Segesta Sisak, Cerezo Osaka, Croatia Sesvete, NK Hrvatski Dragovoljac y NK Međimurje Čakovec.

## Trayectoria

### Clubes
| Club                    | País    | Año         |
| ----------------------- | ------- | ----------- |
| NK TŠK Topolovac        | Croacia | 1995 - 2001 |
| NK Kamen Ingrad Velika  | Croacia | 2002 - 2003 |
| HNK Segesta Sisak       | Croacia | 2003 - 2004 |
| Cerezo Osaka            | Japón   | 2004        |
| NK Naftaš Ivanić Grad   | Croacia | 2005        |
| HNK Segesta Sisak       | Croacia | 2005        |
| Croatia Sesvete         | Croacia | 2006        |
| NK Hrvatski Dragovoljac | Croacia | 2006 - 2007 |
| HNK Segesta Sisak       | Croacia | 2007 - 2008 |
| PAS Hamedan FC          | Irán    | 2008        |
| NK Imotski              | Croacia | 2008 - 2010 |
| NK Međimurje Čakovec    | Croacia | 2010 - 2012 |
| HNK Segesta Sisak       | Croacia | 2012 - 2013 |
| NK Konavljanin          | Croacia | 2013        |
| NK Savski Marof         | Croacia | 2014        |
| NK Lekenik              | Croacia | 2014 - 2015 |
| NK Metalac Sisak        | Croacia | 2015 - 2016 |
| NK Lekenik              | Croacia | 2016        |
| HNK Segesta Sisak       | Croacia | 2017 -      |